# 聖伊莎貝爾 (加利福尼亞州)
聖伊莎貝爾（英語：Santa Ysabel）是位於美國加利福尼亞州聖地牙哥縣的一個非建制地區。該地的面積和人口皆未知。

## 地理
聖伊莎貝爾的座標為33°06′34″N 116°40′23″W / 33.10944°N 116.67306°W，而該地的平均海拔高度為1135米（即3725英尺）。